# Geno Wohnbaugenossenschaft
Die GENO Wohnbaugenossenschaft eG (Eigenschreibung GENO) ist eine 2002 als Genotec Wohnbaugenossenschaft eG gegründete Wohnbaugenossenschaft mit Sitz in Ludwigsburg, deren Hauptgeschäftszweig ein Optionskaufmodell für Immobilien (eine besondere Form von Mietkauf) war. Die Gesellschaft ist seit 2018 insolvent. Gegen mehrere ehemalige Vorstände laufen Gerichtsverfahren; der Vorwurf lautet auf Betrug und Insolvenzverschleppung. Verbraucherschützer und Medien hatten seit 2006 vor der Gesellschaft gewarnt; nach Einschätzung von Branchenvertretern handelte es sich um ein Schneeballsystem. Betroffen sind 10.000 Anleger, es steht ein Schaden von bis zu 30 Mio. € im Raum. Ein Urteil gegen den Unternehmensgründer und langjährigen Vorstand Jens Meier wird 2021 erwartet. Das Geld der Anleger soll sich Maier teilweise in die eigene Tasche gesteckt haben. Allein 2017 habe der Angeklagte 300.000 Euro an Bezügen kassiert, heißt es in der Anklageschrift, zudem sollen Immobilien unter Wert an Strohmanngesellschaften veräußert worden sein. Insgesamt sollen mindestens 4,2 Mio. € verschoben worden sein.

## Allgemeines
Satzungsgemäßer Zweck der Genossenschaft mit Sitz Ludwigsburg ist „die wirtschaftliche Förderung und Betreuung der Mitglieder. Die Genossenschaft hat insbesondere das Ziel, ihre Mitglieder mit dauerhaft bezahlbarem Wohnraum zu versorgen.“ Die Satzung wird ergänzt durch Allgemeine und Besondere Vertragsbestimmungen.
Die Vorstände waren bis Mai 2018 Jens Meier (Vorsitzender, ab 1. Dezember 2011) und Martin Däuber (Vorstand, ab 1. Juli 2016), als Aufsichtsratsvorsitzender amtiert Simone Zipperle. Prüfungsverband ist der PDG Genossenschaftlicher Prüfungsverband e. V.
Die am 6. November 2002 gegründete Genotech Wohnbaugenossenschaft firmierte zum 15. Januar 2014 um in GENO Wohnbaugenossenschaft eG.
Per 31. Dezember 2016 zählte die Genossenschaft 4.976 Mitglieder (2015: 5.269), beschäftigte 32 Mitarbeiter (2015: 43) und wies einen Jahresfehlbetrag von −4,83 Mio. EUR (2015: −5,29 Mio. EUR) aus. Der Jahresfehlbetrag wurde wie in den vergangenen Jahren nicht auf neue Rechnung vorgetragen, sondern durch Eigenkapital gedeckt. Die Bilanzsumme beläuft sich zum 31. Dezember 2017 auf 32,15 Mio. EUR (2015: 33,27 Mio. €).
Am 4. Mai 2018 trennte sich die Gesellschaft aufgrund von aufgelaufenen Verlusten von 18,3 Mio. € von den bisherigen Vorständen Jens Meier und Martin Däuber. Am 25. Mai 2018 gab die Genossenschaft die Eröffnung eines Insolvenzverfahrens in Eigenverantwortung bekannt.

## Optionskaufmodell
Beim Optionskaufmodell von Geno, einer besonderen Form von Mietkauf, muss jeder Interessent zunächst Mitglied der Genossenschaft werden. Der Mindestanteil beträgt 100 Euro. Durch eine Kapitaleinlage von 10.000 Euro bis 40.000 Euro (also durch den Kauf von 100 bis 400 Anteilen) oder eine entsprechende monatliche Ansparung von mindestens 25 Euro bis max. 300 Monate Ansparzeit kann eine Zuteilung und damit die Voraussetzung zur Teilnahme am Optionskauf erreicht werden. Nach einer von dem Grad der Ansparung abhängigen Wartezeit von mindestens 12 Monaten wird ihm dann von Geno die gewünschte Immobilie gebaut bzw. gekauft werden. Die Immobilie bleibt im Eigentum von Geno und wird durch notariellen Vertrag an das Genossenschaftsmitglied für 25 Jahre zu einer vereinbarten konstanten Miete zur Nutzung übertragen. Das Mitglied wird mit einer Auflassungsvormerkung, der Dauer der Mietzeit, einem einseitigen Kündigungsrecht und dem Kaufpreis in 25 Jahren in Abteilung II des Grundbuchs gesichert. Das einseitige Kündigungsrecht für den Mietvertrag liegt beim Mitglied und beträgt drei Monate. Innerhalb der Vertragslaufzeit spart das Mitglied vertraglich vereinbart mind. 1,1 % der Investitionssumme p. a. ein, um die Immobilie zum notariell festgelegten Preis zuzüglich der Kaufnebenkosten innerhalb der nächsten 25 Jahre erwerben zu können. Will oder kann das Mitglied die Option zum Kauf innerhalb der Laufzeit von 25 Jahren nicht ausüben, kann er mit 3 Monaten Frist ausziehen und der Genossenschaft die Immobilie überlassen. Eine Verlängerung der Laufzeit ist für weitere 25 Jahre möglich. Die geleistete Einlage in Form der Genossenschaftsanteile kann mit zum Optionskauf eingesetzt werden oder wird bei Kündigung der Mitgliedschaft zurückgezahlt. Ebenso erhält das Mitglied alle Ansparraten bei Kündigung zurück. Satzungsgemäß besteht seitens der Mitglieder keine Nachschusspflicht. Die Kaufoption kann frühestens nach zwei Jahren Wohnen in der Immobilie ausgeübt werden.
Die Differenz zwischen der vom Kunden geleisteten Einlage und dem notwendigen Kapital, um ihm die gewünschte Immobilie tatsächlich vorzufinanzieren, stellt Geno ohne die Aufnahme eigener Kredite, durch Einlagen in Form von Genossenschaftsanteilen, Zinserträgen, sowie mit den laufend eingenommenen Mieteinnahmen und Erlösen aus Optionsverkäufen bereit.
Für die Bereitstellung des notwendigen Kapitals zur Vorfinanzierung des Objektes wird im Optionskauf-Modell Zuteilungsmathematik nach dem Bausparprinzip verwendet. Im Genossenschaftsmodell handelt es sich um einen geschlossenen Geldkreislauf.
Der Erwerb von Genossenschaftsanteilen der Geno kann dreifach staatlich gefördert werden. Zum Zuge kommen hier die Wohnungsbauprämie, die Arbeitnehmersparzulage (Fünftes Vermögensbildungsgesetz) und die Arbeitnehmersparzulage für Produktivkapitalsparen (Drittes Vermögensbeteiligungsgesetz).

## Kritik
Von Verbraucherschützern und Medien wurde schon früh Kritik am Konzept von Geno geäußert, da u. a. befürchtet werden müsse, dass der Kunde schlimmstenfalls weder Wohnraumnutzung noch Eigentum erhalte, sondern stattdessen seine Kapitaleinlage teilweise oder ganz verliere. Angesichts dessen, dass andere Genossenschaften Jahrzehnte benötigten, um hohe Mitgliederzahlen zu erreichen, schätzte im Jahr 2006 die Zeitschrift Finanztest die Planungen als unrealistisch ein. Finanztest hielt 2006 die Kosten des Genotec-Modells für höher als die einer Bankenfinanzierung. Die Verbraucherzentrale Sachsen riet 2006, sich über die finanziellen Risiken, die mit Geldanlagen bei Genossenschaften verbunden seien, genau zu informieren.
Auch in der Zeitschrift Stern wurde vor den Risiken gewarnt. Focus Online wies bereits 2008 darauf hin, dass Mietkauf auch über Genossenschaften teuer und riskant sei, und Finanztest warnte 2015 davor, dass dubiose Anbieter das gute Image von Genossenschaften missbrauchten und nannte Geno als Beispiel. Im gleichen Jahr wurde Geno von Finanztest wegen wirtschaftlicher Schwierigkeiten und Kritik des Prüfungsverbands an der Geschäftsführung auf eine Warnliste für „unseriöse Firmen und Finanzprodukte“ gesetzt. Geno hat Vorwürfe von Verbraucherschützern und berichtenden Journalisten stets zurückgewiesen.